# La Lola se va a los puertos
La Lola se va a los puertos és una òpera en dos actes amb música d'Ángel Barrios a partir d'una obra de teatre dels germans Manuel i Antonio Machado amb adaptació del text a càrrec del germans Guillermo i Rafael Fernández-Shaw Iturralde. Fou estrenada en format de sarsuela el 19 d'octubre de 1951 al Teatre Albéniz de Madrid i en format d'òpera el 17 de desembre de 1955 al Gran Teatre del Liceu de Barcelona.

## Context
El 8 de novembre de 1929 els germans Antonio i Manuel Machado van estrenar al Teatre Fontalba de Madrid l'obra de teatre La Lola se va a los puertos, amb els actors principals Lola Membrives i Ricardo Puga. Sembla que Ángel Barrios va començar la composició de la sarsuela vers l'any 1932, sobre l'obra teatral dels germans Machado i amb la col·laboració dels germans Fernández-Shaw. La sarsuela havia estat guardonada el 1950, abans doncs de la seva estrena, amb el Premi Nacional d'Obres Líriques del Ministeri d'Educació espanyol. Poc després de l'estrena com a sarsuela els diaris informaven que ja s'havia fet la versió operística, que havia de ser estrenada l'any 1953 al Liceu de Barcelona. De fet no va arribar al teatre barcelonès fins a finals del 1955.
La sarsuela va ser estrenada per la Companyia Guerrero, del músic Jacinto Guerrero. Poc abans de l'estrena el músic va morir (15 de setembre de 1951), la qual cosa va posar en risc l'estrena. Es va fer càrrec de la companyia Inocencio Guerrero, germà del músic i home dedicat a la cinematografia, director del Cinema Coliseum de Madrid.
L'obra va coexistir en escena amb la pel·lícula homònima de 1947, basada en la mateixa obra dels germans Machado, rodada amb la popular Juanita Reina com a protagonista sota la direcció de Juan de Orduña, cosí germà dels germans Guillermo y Rafael Fernández-Shaw. Aquesta pel·lícula havia portat a la seva protagonista, que tenia 22 anys quan la va rodar, a la fama.

## Personatges i intèrprets
| Paper                              | Tessitura | Intèrpret estrena de la sarsuela (19 d'octubre de 1951) Dir.: Agustín Moreno Pavón | Intèrpret estrena de l'òpera (17 de desembre de 1955) Dir.: Rafael Pou |
| ---------------------------------- | --------- | ---------------------------------------------------------------------------------- | ---------------------------------------------------------------------- |
| Lola, cantaora                     | soprano   | Dolores Pérez (Lily Berchman) Matilde Vázquez                                      | Toñy Rosado                                                            |
| Rosario, jove promesa de José Luis | soprano   | Pilar Lorengar                                                                     | María Teresa Marquínez                                                 |
| Mercedes masovera                  |           |                                                                                    | Pilar Torres                                                           |
| José Luis, fill de Don Diego       | tenor     | Luis Sánchez Cano                                                                  | Carlos Munguía                                                         |
| Heredia, guitarrista               | baríton   | Sebastián Gonzalo Rodríguez (Chano Gonzalo) Pedro Terol                            | Manuel Ausensi                                                         |
| Don Diego, amo del mas             | baix      | Joaquín Deus                                                                       | Joaquín Deus                                                           |
| Paco, masover                      |           |                                                                                    | Dídac Monjo                                                            |
| Don Narciso                        |           |                                                                                    | Juan Martín                                                            |
| Baena                              |           |                                                                                    | Esteban Recasens                                                       |
| Cantaor                            |           |                                                                                    | Juan Rico                                                              |
| Chipiona                           |           |                                                                                    | Francesc Paulet                                                        |
| El del Arenal                      |           |                                                                                    | Josep Viñes                                                            |
| Panzatriste                        |           |                                                                                    | Enrique Esteban                                                        |
| Cantaora                           |           |                                                                                    | Josefina Navarro                                                       |

## Argument[12]

### Acte I
Lloc: un mas prop de Sevilla
Sala baixa d'un mas andalús. És l'endemà d'una festa i la sala es veu plena de les restes de la festa: flors, copes i ampolles. Paco i Mercedes, els masovers, endrecen la sala mentre comenten la festa de la nit passada, organitzada per Don Diego, l'amo. Arriba en aquell moment Don Diego amb els cantaors i el guitarrista de la festa, sense Lola. Don Diego es mostra molt interessat en la Lola, fent-li preguntes a Heredia, el guitarrista, sobre la Lola. Heredia respon que davant tot, la Lola és "cante jondo amb faldilles". Arriba llavors Lola i urgeix Heredia a preparar el retorn cap a Sevilla. Heredia surt d'escena.
Don Diego ofereix a la Loca romandre al mas amb ell, oferint-li tot el que creu que ella més pot desitjar. Però Lola vol viure lliure (cançó El corazón de la Lola nadie lo puede comprar). Es resigna Don Diego, que surt a encarregar-se que es facin les feines del mas. Els masovers parlen aleshores a Lola del fill de Don Diego, José Luis, de qui diuen meravelles. Arriba justament la núvia de José Luis, Rosario, que vol conèixer la Lola. La conversa entre elles no és pas cordial, la senyoreta menysprea el cante jondo i a la cantaora l'ofèn aquest menyspreu. En aquest punt arriben José Luis i Heredia. El fill de l'amo queda des del primer moment impressionat per la Lola, sense cap dissimul. Rosario, que ho veu, vol marxar de seguida, però José Luis vol escoltar l'Heredia i la Lola abans de marxar. Rosario aconsegueix ofendre novament la Lola, qui decideix marxar sense cantar. Quan surt entra Don Diego, que en veure-la així pensa que ha estat el seu fill qui l'ha ofès, però tot queda clar de seguida. Al final, Lola canta davant l'entusiasme de pare i fill. Marxen Heredia i Lola després, mentre ella taral·lareja El corazón de la Lola...

### Acte II
Lloc: jardí d'una venta sevillana, a la vora del riu Guadalquivir.
Heredia afina la seva guitarra mentre taral·lareja (Mujer, quien dijo mujer dijo ciclón y tormenta). Arriba Lola i Heredia li diu que pensa que haurien de marxar cap a Cadis, a Sanlúcar, on de ben segur estaran lluny de la tempesta (problemes) que ell creu que patiran a Sevilla. Mentre parlen arriba Rosario, gelosa en no trobar José Luis tot suposant que ell deu estar amb Lola. Convençuda de que Lola és ara l'amant de José Luis, apunta a la cantaora amb una petita pistola, que Lola li prenc per a continuació proclamar que ella només té com amant el cante i que no pot tenir cap altre més. Rosario demana perdó a Lola i marxen ambdues juntes de l'escena. Entra José Luis quan ella marxa i explica a Heredia que està enamorat de Lola, la qual torna al cap d'uns moments, retirant-se aleshores Heredia. José Luis proclama el seu amor apassionadament a Lola. Ella es resisteix a cedir i li respon que ha de ser Rosario i no pas ella l'objectiu del seu amor.
Mentrestant, arriben a la venta Don Diego i uns amics, a una zona prop d'on es troben José Luis i Lola, però sense que es vegin entre ells. Don Diego explica que està preparant una festa a la qual pense conquerir definitivament la Lola. Els fa veure la joia que ha comprat per ella i parla amb menyspreu del seu fill José Luis. Arriba Heredia al menjador i comencen els cants i els balls. Don Narciso, amic de Don Diego, canta i dansa i amb ell un grup de noies contractades per Don Diego. Entra Lola, i balla també, tot observant com arriba José Luis i s'acosta al grup del pare. Quan aquest el veu el vol fer fora, però Lola posa pau entre pare i fill. Arriba Rosario i entren uns cambrers amb xampany i Don Diego brinda per Lola mentre li entrega la diadema de brillants que li ha comprat. Lola dona la joia a Rosario, davant la indignació de Don Diego, com a regal pel seu futur casament amb José Luis. Pare i fill tornen a enfrontar-se i un dels convidats menysprea greument Lola dient que és una dona "farta de rodar". Llavors Heredia, cansat ja d'aquella colla de gent, intervé i arrossega fora Lola, que no dubte en seguir el guitarrista. Tots comprenen que l'únic amor de Lola és Heredia. Ella marxa cantant Paso a la Lola, que ya Sevilla se queda sola.

## Discografia
- 1952: Dolores Pérez (Lily Berchman), Pilar Lorengar, Joaquim Deus i Enrique de la Vara (selecció). Direcció Rafael Martínez del Castillo. Columbia.